# إليوشن دي بي-4
إليوشن دي بي-4 (بالإنجليزية: Ilyushin DB-4) هي قاذفة قنابل من صناعة إليوشن. كان أول طيران لها في 1940.